# 少女大戰異世界
《少女大戰異世界》是一部美國超自然動作動畫劇集。由Echo Wu主創，Netflix 動畫和Titmouse, Inc.製作，並於2024年12月5日在Netflix上首播。

## 角色
以下角色中文譯名以NETFLIX中文字幕版為主。

### 主角
- 黃阿麗 飾 周珍翠（英語：Jentry Chau）[4]

米該雅·陳（英語：Micaiah Chen）飾 兒童時期的珍翠
克里斯蒂娜·米利齊亞（英語：Cristina Milizia）飾 嬰兒時期的珍翠
華裔美國少女，就讀韓國首爾的一所寄宿學校，被古古帶到她長大的德克薩斯州小鎮，以保護她免受程先生的傷害
- 洛瑞·坦·齊恩（英语：Lori Tan Chinn） 飾 古古（英語：Gugu）[5]

珍翠的姑婆，全名為弗洛拉·周。在第一集中被程先生殺死，但後來以鬼魂的形態復活
- 楊伯文 飾 愛德（英語：Ed）[5]

珍翠的殭屍跟班

### 主要配角
- AJ·貝克爾斯（英語：AJ Beckles）飾 麥克·奧萊（英語：Michael Olé）[6]

珍翠的青梅竹馬
- 金宇成（英语：Kim Woo-sung (singer)） 飾 齊特（英語：Kit）[7]

假扮成人類青少年的畫皮魔鬼，並迷戀着珍翠
- 克里斯蒂娜·米利齊亞（英語：Cristina Milizia）飾 史黛拉·岡薩雷斯（英語：Stella Gonzales）[6]

麥克的女朋友，與珍翠成為朋友
- 格雷格·秦 飾 程先生（英語：Mr. Cheng）[8]

一名被魔鬼附身的男子，為了復活他已故的女兒小蘭，一直謀取珍翠的力量
- 肯頓·陳（英語：Kenton Chen）飾 魔鬼[9]

附身在程先生上的中國惡靈
- 肖恩·艾倫·克里爾（英语：Sean Allan Krill） 飾 惠勒副校長（英語：VP Wheeler）[9]

里佛福克高中副校長，對周邊人物和環境（尤其是珍翠）保持偏執
- 劉玉玲 飾 周睦倪（英語：Moonie Chau）[10]

珍翠的母親
- 歐陽萬成 飾 周彭（英語：Peng Chau）[10]

珍翠的父親
- 王勝 飾 鐘馗[11]

中的守護神，贔屭監獄獄長
- 米凱拉·迪耶茲 飾 托琪（英語：Tokki）[12]

珍翠在韓國首爾寄宿學校的朋友。
- 楊淑儀（英语：Suzie Yeung） 飾 唐索樂 （英語：Solar Tang）[13]

賞金獵人
- 克莉絲朵·J·黃（英語：Crystal J. Huang）飾 艾瑞絲（英語：Peng Chau）[14]

珍翠的祖母和古古的姐姐
- 唐凱吉 飾 牛頭[15]

長著牛頭的惡魔，與馬面一起守護着地獄
- 傅志偉（英語：Stephen Fu）飾 馬面[16]

長著馬面的惡魔，與牛頭一起守護着地獄

## 集數
以下集數中文譯名以NETFLIX中文字幕版為主。
| 集數 | 標題                                    | 導演                                        | 編劇                           | 首播日期      |
| ---- | --------------------------------------- | ------------------------------------------- | ------------------------------ | ------------- |
| 1    | 最糟的生日 Worst Birthday Ever          | 亞歷山德里亞·關 娜塔莎·普雷斯勒-維克 宋鉉珠 | Echo Wu                        | 2024年12月5日 |
| 2    | 十五分鐘的激情 Fifteen Minutes of Flame | 傑基·科爾                                   | 薩巴·薩加菲 蒂芙尼·蘇          | 2024年12月5日 |
| 3    | 女孩與珍珠 Girl with a Pearl            | 娜塔莉·韋茨格 楊瑪麗                        | 布列塔尼·喬·弗洛雷斯           | 2024年12月5日 |
| 4    | 遺忘阿拉莫 Forget the Alamo             | 亞歷山德里亞·關                             | 陳彼得                         | 2024年12月5日 |
| 5    | 非白馬王子 Some Gui My Prince Will Come | 傑基·科爾                                   | 張玉                           | 2024年12月5日 |
| 6    | 博覽會之亂 All's Fair in Love and War   | 亞歷山德里亞·關                             | 薩巴·薩加菲 蒂芙尼·蘇          | 2024年12月5日 |
| 7    | 中 Into the Zhong                       | 娜塔莉·韋茨格 楊瑪麗                        | 布列塔尼·喬·弗洛雷斯           | 2024年12月5日 |
| 8    | 順手牽羊 Fifteen Finger Discount        | 傑基·科爾                                   | 陳彼得                         | 2024年12月5日 |
| 9    | 皆大歡喜 Everyone Wins                  | 亞歷山德里亞·關                             | 張玉                           | 2024年12月5日 |
| 10   | 星夜 A Night with the Stars             | 娜塔莉·韋茨格 楊瑪麗                        | Echo Wu 詹姆斯·漢密爾頓        | 2024年12月5日 |
| 11   | 立意良善 Good Intentions                | 亞歷山德里亞·關                             | Echo Wu 詹姆斯·漢密爾頓        | 2024年12月5日 |
| 12   | 百變樣貌 Moonie Phases                  | 傑基·科爾                                   | 萊恩·哈勒 坦切爾「尼基」哈金斯 | 2024年12月5日 |
| 13   | 夜宿 Lock-In                            | 史丹利·馮·梅德維                            | 詹姆斯·漢密爾頓 Echo Wu        | 2024年12月5日 |

## 製作
劇集於2023年3月由Netflix首次亮相，並同時公佈了首批劇照及配音演員陣容，由Echo Wu擔任節目統籌。黃阿麗和阿隆·伊萊·柯雷特擔任執行製作人，克里斯·普萊諾斯基、珊農·普萊諾斯基、安東尼奧·卡諾比奧和班·卡利納則擔任來自Titmouse的執行製作人。在《南華早報》報道裏，Echo Wu稱這個系列是一封寫給她童年的“情書”，而里佛福德（英語：Riverford）的街區和紀念碑則與自己長大的城市德克薩斯州達拉斯很相似，古古家裡的一些家具亦是根據自己父母家裡的家具設計的。她還透露自己從2020年就開始推銷這部劇集，但是一些想法可以追溯到2017年的洛杉磯。NBC新聞的金米·任 (英語：Kimmy Yam)採訪了Echo Wu，後者說中國民間傳說中的怪物被用來代表青春期可怕的現實，表示自己“從來沒有感覺到珍翠害怕做怪物，她害怕和男孩說話”，並指出卡通劇《降世神通：最後的氣宗》為靈感來源，想要創作一部「孩子可以和父母一起觀看，父母也可以真正享受」的劇集。在接受Collider的另一次採訪時，黃則把該系列與《X戰警》和《降世神通：最後的氣宗》進行了比較，解釋了她如何為珍翠找到合適的聲演，並表示她非常喜歡 畫皮生物的形象，同時指出他們為劇集聘請一位文化顧問。

### 音樂
劇集的雙碟原聲帶於12月5日隨劇集首播而發行。配樂包括布萊恩·金創作的系列樂曲以及來自Jessi、eaJ和KATSEYE等多位音樂家的原創歌曲，其中KATSEYE演唱了主題曲《火焰》。

### 發行
2024年12月5日，《少女大戰異世界》在Netflix上映。在8月，劇集的前五集在網上被他人轉播。

## 迴響
在評論聚合網站網站爛番茄上，根據8則評論報告100%的認可率，平均評分為8／10。
Polygon的佩特拉娜·拉杜洛維奇（英語：Petrana Radulovic）稱讚劇集“明亮大膽的色彩和人物設計、引人入勝的人物關係和…動作場面”，而製片人Echo Wu則強調劇集“奇妙而怪異”，無論是超自然的還是現實的（其中包含青少年浪漫），並聲稱與《美國龍：傑克龍》和《魔法少女Juniper Lee》這些“主要以西方神話為主”的系列不同，本劇集則強調中國神話。在另一篇評論中，她說劇集的“德克薩斯州背景與中國民間傳說相結合”，為劇集增添獨特元素。Collider的阿瑪雅·蘿絲（英語：Amaya Rose）向《神秘小鎮大冒險》和《奇幻貓頭鷹小屋》的粉絲推薦這部系列劇，稱其為“一部充滿動漫美學和詭異超自然特質的青少年恐怖劇”，並稱讚配樂“充滿活力”，亦將珍翠與《公主闖天關》中的蝶舞公主進行比較。
《The Verge》的查爾斯·普里亞姆-摩爾（英語：Charles Pulliam-Moore）認為，劇集沿用《吸血鬼獵人巴菲》的“標誌性節奏”，並表示希望藉着劇集使觀眾意識到還有更多相關及具有特定文化背景的故事，而不單只是將一些有色人種角色搬上銀幕，並表示很想知道劇組對劇集第二部分有何期待。《觀察家報》的勞拉·巴比亞克（英語：Laura Babiak）將劇集描述為一流的、始終幽默的、有創意的、“視聽盛宴”，並稱讚它有效融合青少年戲劇成分和成人主題，讓珍翠的故事變得更容易讓人理解。

## 外部連結
- 互联网电影数据库（IMDb）上《少女大戰異世界》的资料（英文）